# Petersziegelei
Petersziegelei ist ein Gemeindeteil der kreisfreien Stadt Hof (Regierungsbezirk Oberfranken, Bayern). Petersziegelei liegt in der Gemarkung Leimitz und gehört zum Stadtteil Leimitz-Jägersruh.

## Geografie
Das ehemalige Dorf bildet mit Fabrikvorstadt im Westen eine geschlossene Siedlung. Diese liegt am Leimitzbach, einem rechten Zufluss der Sächsischen Saale. Eine Gemeindeverbindungsstraße führt nach Leimitz (1 km östlich)  bzw. nach Hof zur Bundesstraße 2 (1,2 km südwestlich).

## Geschichte
Jägeruh wurde auf dem Gemeindegebiet von Leimitz gegründet. Der Ort wurde in der Topographischen Atlas des Königreiches Bayern in der Ausgabe 1919 erstmals als „Z[ie]g[e]l[ei]“ verzeichnet. 1960 wurde Petersziegelei nach Hof umgegliedert.

### Einwohnerentwicklung
| Jahr      | 1925  | 1950  | 1961   | 1970   | 1987   |
| Einwohner | 235   | 204   | *      | *      | *      |
| Häuser    | 10    | 12    | *      |        | *      |
| Quelle    | [ 8 ] | [ 9 ] | [ 10 ] | [ 11 ] | [ 12 ] |

## Religion
Petersziegelei ist evangelisch-lutherisch geprägt und bis heute nach St. Michaelis (Hof) gepfarrt.